# Jorge Gaviño Ambriz
Jorge Gaviño Ambriz (Ciudad de México, 4 de julio de 1957), es un abogado, político y académico mexicano que actualmente ocupa el cargo de Secretario General del Instituto Mexicano del Seguro Social (IMSS). Ha sido diputado en la II Legislatura del Congreso de la Ciudad de México por el distrito 6, y ha ejercido como docente en diversas instituciones de educación superior.
A lo largo de su carrera, ha desempeñado roles, como director general del Sistema de Transporte Colectivo-Metro (2015-2018), además de formar parte del Consejo Asesor de esta entidad. También fue subdirector general de la Lotería Nacional, asesor del director general de Petróleos Mexicanos (Pemex) y subdirector general de Administración del Instituto de Seguridad y Servicios Sociales de los Trabajadores del Estado (ISSSTE). Fue presidente del Comité de Dirección del Partido Nueva Alianza en el Distrito Federal y asambleísta en la VI Asamblea Legislativa del Distrito Federal (2012-2015), periodo en el que presidió la Comisión Especial Investigadora de la Línea 12 del Metro de la Ciudad de México.

## Biografía
Es egresado de la Facultad de Derecho de la Universidad Nacional Autónoma de México (UNAM), con estudios en Planeación y Gestión Metropolitana, también en la UNAM, y en Política Comparada en la Universidad Autónoma Metropolitana. Realizó la maestría en Derecho Ambiental y el doctorado en Ciencias Ambientales en la Universidad de Alicante, España. [cita requerida]
Ha cursado diversos programas de formación, como el de Capacitación Política en la Sociedad Civil Global en la Universidad Complutense de Madrid, Historia Antigua del Medio Oriente en Egipto, el Cooperativismo Agrario en Israel (becado por la Embajada de Israel), y en la Organización de Sindicatos de Israel Histadrut. [cita requerida]
Ha sido catedrático en la Universidad Hispano Mexicana, la Escuela Nacional de Enfermería del ISSSTE y en el Instituto Politécnico Nacional (UPIICSA). Además, fue integrante de la Muy Respetable Gran Logia Valle de México, de la cual presidió como Gran Maestro, y también presidió la Asociación Cultural Valle de México entre 1999 y 2002. [cita requerida]

### Colaboraciones

#### Articulista en los periódicos
- Excélsior
- El Día
- La Crónica
- Diario de Toluca
- Rumbo de México
- El Sol de México

#### Colaborador en
- Revista Dfensor de la Comisión de Derechos Humanos del Distrito Federal
- Consejo Editorial de la revista Economía y Democracia del Colegio Nacional de Economistas en 2006

También ha sido comentarista radiofónico en el Programa Tertulias de Radio 13 y en el Programa Detrás de la Noticia de ABC Radio; participante en el programa Va en Serio del Canal 34 de Televisión Mexiquense, integrante del Consejo Editorial de Punto Crítico.

#### Libros
- Autor del Libro “Reflexiones en el tiempo” (2009)
- Prefacio "Influencia de la Masonería en la Constitución de 1917" (2017)
- Coautor  “El Poder de la Masonería en México (2012)”.

### Premios y reconocimientos
- Es miembro de la Legión de Honor Nacional de México y de la Sociedad Mexicana de Geografía y Estadística, donde es presidente de la Academia de Desarrollo Social.[9]
- En 2013 fue reconocido con la condecoración del Premio Nacional Tlatoani 2013, otorgado por el Instituto Mexicano de Evaluación, como "Mejor Diputado del Distrito Federal".[10]

## Carrera
Fue representante en la Segunda Asamblea de Representantes del Distrito Federal (ARDF) durante el periodo de 1991 a 1994, por el Partido Revolucionario Institucional (PRI).
Entre 1994 y 1995, se desempeñó como delegado político en la Delegación Álvaro Obregón. De 1997 a 1999, fue director general de Coordinación de Delegaciones Metropolitanas y Federales del Centro en la Procuraduría Federal del Consumidor.
Ejerció como director general de Asuntos Jurídicos del Secretariado Ejecutivo del Sistema Nacional de Seguridad Pública entre 2007 y 2008.
En el ISSSTE, ocupó diversos cargos, entre ellos coordinador de Asesores del director general, delegado regional de la Zona Norte del Distrito Federal, y coordinador general de Administración, durante la administración de Benjamín González Roaro (2002-2006).
En 2009, trabajó como asesor en la Coordinación Ejecutiva de la Dirección General de Pemex, y hasta 2011 asumió las funciones de coordinador de Asesores del director general y subdirector general de Comercialización y Servicios en la Lotería Nacional.
Fue director general y delegado Fiduciario Especial del extinto Fideicomiso de Vivienda y Desarrollo Social y Urbano (FIVIDESU) de 1995 a 1996, y director general del Instituto de Vivienda de la Ciudad de México de 1996 a 1997. Entre 2021 y 2024, fue diputado electo por el distrito 6 de Gustavo A. Madero, en la Ciudad de México.
Actualmente, ocupa el cargo de Secretario General del Instituto Mexicano del Seguro Social.